# Bečva - Žebračka
Bečva - Žebračka este o arie protejată (arie specială de conservare — SAC, sit de importanță comunitară — SCI) din Republica Cehă întinsă pe o suprafață de 288,67 ha, integral pe uscat.

## Localizare
Centrul sitului Bečva - Žebračka este situat la coordonatele 49°29′44″N 17°29′29″E / 49.495556°N 17.491389°E.

## Înființare
Situl Bečva - Žebračka a fost declarat sit de importanță comunitară în aprilie 2005 pentru a proteja 3 specii de animale. Situl a fost protejat și ca arie specială de conservare în ianuarie 2018.

## Biodiversitate
Situată în ecoregiunea continentală, aria protejată conține 2 habitate naturale: Păduri de stejar și carpen Galio-Carpinetum, Păduri mixte riverane de Quercus robur, Ulmus laevis și Ulmus minor, Fraxinus excelsior sau Fraxinus angustifolia, de-a lungul marilor râuri (Ulmenion minoris).
La baza desemnării sitului se află mai multe specii protejate:
- amfibieni (1): buhai de baltă cu burta roșie (Bombina bombina)
- nevertebrate (1): Unio crassus
- pești (1): porcușor de nisip (Romanogobio kesslerii)